# Hemerobius discretus
Hemerobius discretus är en insektsart som beskrevs av Navás 1917. Hemerobius discretus ingår i släktet Hemerobius och familjen florsländor. Inga underarter finns listade i Catalogue of Life.